# Oncocnemis umbrifascia
Oncocnemis umbrifascia är en fjärilsart som beskrevs av Smith 1894. Oncocnemis umbrifascia ingår i släktet Oncocnemis och familjen nattflyn. Inga underarter finns listade i Catalogue of Life.